# Dmitri Lepikov
Dmitri Mikhaïlovitch Lepikov (russe : Дмитрий Михайлович Лепиков), né le 21 avril 1972 à Saint-Pétersbourg, est un nageur russe. Il a connu ses meilleurs résultats en relais 4 × 200 m nage libre. Dans cette épreuve, il a remporté la médaille d'or aux Jeux olympiques d'été de 1992, améliorant le record du monde, ainsi que deux titres européens en 1991 et 1993.

## Palmarès

### Jeux olympiques
- JO 1992 à Barcelone (Espagne) :
  -  Médaille d'or au relais 4 × 200 m nage libre (pour l'Équipe unifiée)

### Championnats d'Europe
- Championnats d'Europe 1991 à Athènes (Grèce) :
  -  Médaille d'or au relais 4 × 200 m nage libre (pour l'Union soviétique).
- Championnats d'Europe 1993 à Sheffield (Royaume-Uni) :
  -  Médaille d'or au relais 4 × 200 m nage libre (pour la Russie).